# Arnaud Clément
Arnaud Clément (Aix-en-Provence, 17 december 1977) is een Frans tennisspeler.

## Carrière
Clément maakte zijn ATP-debuut in 1996. Zijn meest noemenswaardige resultaat kwam vijf jaar later met het bereiken van de finale van de 2001 Australian Open, die hij in drie sets verloor van Andre Agassi. Mede door deze prestatie wist Clément later dat jaar zijn hoogste positie op de wereldranglijst te bereiken, 10e.
Hij won vier ATP-enkelspeltitels (Lyon 2000, Metz 2003, Marseille 2006, Washington 2006) en was verliezend finalist in acht andere toernooien, waaronder de Ordina Open in 2002 en 2003.
In het dubbelspel won hij samen met Michaël Llodra in 2007 het toernooi in Wimbledon, door in de finale te winnen van Bob en Mike Bryan.

## Palmares
| Legenda                       | Legenda               |
| ----------------------------- | --------------------- |
| Grand Slam                    |                       |
| Olympische Spelen             |                       |
| tot 2009                      | vanaf 2009            |
| Tennis Masters Cup            | ATP Finals            |
| ATP Masters Series            | ATP Tour Masters 1000 |
| ATP International Series Gold | ATP Tour 500          |
| ATP International Series      | ATP Tour 250          |

### Enkelspel
| Nr.                  | Datum            | Toernooi        | Ondergrond    | Tegenstander in finale | Score          | Details |
| -------------------- | ---------------- | --------------- | ------------- | ---------------------- | -------------- | ------- |
| Gewonnen finales     |                  |                 |               |                        |                |         |
| 1.                   | 12 november 2000 | ATP Lyon        | Tapijt (i)    | Patrick Rafter         | 7-62, 7-65     | Details |
| 2.                   | 5 oktober 2003   | ATP Metz        | Hardcourt (i) | Fernando González      | 6-3, 1-6, 6-3  | Details |
| 3.                   | 19 februari 2006 | ATP Marseille   | Hardcourt (i) | Mario Ančić            | 6-4, 6-2       | Details |
| 4.                   | 6 augustus 2006  | ATP Washington  | Hardcourt     | Andy Murray            | 7-63, 6-2      | Details |
| Verloren finales     |                  |                 |               |                        |                |         |
| 1.                   | 7 februari 1999  | ATP Marseille   | Hardcourt     | Fabrice Santoro        | 3-6, 6-4, 4-6  | Details |
| 2.                   | 28 januari 2001  | Australian Open | Hardcourt     | Andre Agassi           | 4-6, 2-6, 2-6  | Details |
| 3.                   | 23 juni 2002     | ATP Rosmalen    | Gras          | Sjeng Schalken         | 6-3, 3-6, 2-6  | Details |
| 4.                   | 24 juni 2003     | ATP Rosmalen    | Gras          | Sjeng Schalken         | 3-6, 4-6       | Details |
| 5.                   | 12 oktober 2003  | ATP Lyon        | Tapijt (i)    | Rainer Schuettler      | 5-7, 3-6       | Details |
| 6.                   | 24 juni 2007     | ATP Nottingham  | Gras          | Ivo Karlovic           | 6-3, 4-6, 4-6  | Details |
| 7.                   | 16 januari 2010  | ATP Auckland    | Hardcourt     | John Isner             | 3-6, 7-5, 6-72 | Details |
| Gewonnen challengers |                  |                 |               |                        |                |         |
| 1.                   | 8 maart 2009     | Cherbourg       | Hardcourt (i) | Thierry Ascione        | 6-2, 6-4       |         |

### Dubbelspel
| Nr.                              | Datum             | Toernooi            | Ondergrond    | Partner                | Tegenstanders in finale              | Score               | Details |
| -------------------------------- | ----------------- | ------------------- | ------------- | ---------------------- | ------------------------------------ | ------------------- | ------- |
| Gewonnen finales                 |                   |                     |               |                        |                                      |                     |         |
| 1.                               | 16 april 2000     | ATP Casablanca      | Gravel        | Sebastien Grosjean     | Lars Burgsmuller Andrew Painter      | 7-64, 6-4           | Details |
| 2.                               | 17 februari 2002  | ATP Marseille (1)   | Hardcourt (i) | Nicolas Escudé         | Julien Boutter Max Mirnyi            | 6-4, 6-3            | Details |
| 3.                               | 21 maart 2004     | ATP Indian Wells    | Hardcourt     | Sebastien Grosjean     | Wayne Black Kevin Ullyett            | 6-3, 4-6, 7-5       | Details |
| 4.                               | 17 oktober 2004   | ATP Metz (1)        | Hardcourt (i) | Nicolas Mahut          | Ivan Ljubicic Uros Vico              | 6-2, 7-68           | Details |
| 5.                               | 31 oktober 2004   | ATP Sint-Petersburg | Tapijt (i)    | Michael Llodra         | Dominik Hrbatý Jaroslav Levinský     | 6-3, 6-2            | Details |
| 6.                               | 29 oktober 2006   | ATP Lyon            | Tapijt (i)    | Julien Benneteau       | František Čermák Jaroslav Levinský   | 6-2, 6-73, [10-7]   | Details |
| 7.                               | 5 november 2006   | ATP Parijs          | Tapijt (i)    | Michael Llodra         | Fabrice Santoro Nenad Zimonjić       | 7-64, 6-2           | Details |
| 8.                               | 18 februari 2007  | ATP Marseille (2)   | Hardcourt (i) | Michael Llodra         | Mark Knowles Daniel Nestor           | 7-5, 4-6, [10-8]    | Details |
| 9.                               | 8 juli 2007       | Wimbledon           | Gras          | Michael Llodra         | Bob Bryan Mike Bryan                 | 6-75, 6-3, 6-4, 6-4 | Details |
| 10.                              | 7 oktober 2007    | ATP Metz (2)        | Hardcourt (i) | Michael Llodra         | Mariusz Fyrstenberg Marcin Matkowski | 6-1, 6-4            | Details |
| 11.                              | 5 oktober 2008    | ATP Metz (3)        | Hardcourt (i) | Michael Llodra         | Mariusz Fyrstenberg Marcin Matkowski | 5-7, 6-3, [10-8]    | Details |
| 12.                              | 22 februari 2009  | ATP Marseille (3)   | Hardcourt (i) | Michael Llodra         | Julian Knowle Andy Ram               | 3-6, 6-3, [10-8]    | Details |
| Verloren finales                 |                   |                     |               |                        |                                      |                     |         |
| 1.                               | 14 oktober 2001   | ATP Lyon            | Tapijt (i)    | Sebastien Grosjean     | Daniel Nestor Nenad Zimonjić         | 1-6, 2-6            | Details |
| 2.                               | 11 januari 2004   | ATP Adelaide        | Hardcourt     | Michael Llodra         | Bob Bryan Mike Bryan                 | 5-7, 3-6            | Details |
| 3.                               | 16 januari 2005   | ATP Sydney          | Hardcourt     | Michael Llodra         | Mahesh Bhupathi Todd Woodbridge      | 3-6, 3-6            | Details |
| 4.                               | 6 februari 2005   | ATP Milaan          | Tapijt (i)    | Jean-François Bachelot | Daniele Bracciali Giorgio Galimberti | 7-68, 6-76, 4-6     | Details |
| 5.                               | 25 juni 2006      | ATP Rosmalen        | Gras          | Chris Haggard          | Martin Damm Leander Paes             | 1-6, 6-73           | Details |
| 6.                               | 14 oktober 2007   | ATP Stockholm       | Hardcourt (i) | Michael Llodra         | Jonas Björkman Max Mirnyi            | 4-6, 4-6            | Details |
| 7.                               | 27 januari 2008   | Australian Open     | Hardcourt     | Michael Llodra         | Jonathan Erlich Andy Ram             | 5-7, 6-74           | Details |
| 8.                               | 27 september 2009 | ATP Metz            | Hardcourt (i) | Michael Llodra         | Colin Fleming Ken Skupski            | 6-2, 4-6, [5-10]    | Details |
| 9.                               | 1 november 2009   | ATP Lyon            | Hardcourt (i) | Sebastien Grosjean     | Julien Benneteau Nicolas Mahut       | 4-6, 6-76           | Details |
| 10.                              | 7 februari 2010   | ATP Zagreb          | Hardcourt (i) | Olivier Rochus         | Jurgen Melzer Philipp Petzschner     | 6-3, 3-6, [8-10]    | Details |
| Gewonnen challengers herendubbel |                   |                     |               |                        |                                      |                     |         |
| 1.                               | 8 juni 2008       | Surbiton            | Gras          | Edouard Roger-Vasselin | Harel Levy Jim Thomas                | 7-64, 6-73, [10-7]  |         |
| 2.                               | 8 maart 2009      | Cherbourg           | Hardcourt (i) | Edouard Roger-Vasselin | Martin Fischer Martin Slanar         | 4-6, 6-2, [10-3]    |         |

## Resultatentabel enkelspel
| Legenda | Legenda                          |
| ------- | -------------------------------- |
| g.t.    | geen toernooi gehouden           |
| l.c.    | lagere categorie                 |
| –       | niet deelgenomen                 |
| G       | uitgeschakeld in de groepsfase   |
| 1R      | uitgeschakeld in de eerste ronde |
| 2R      | uitgeschakeld in de tweede ronde |
| 3R      | uitgeschakeld in de derde ronde  |
| 4R      | uitgeschakeld in de vierde ronde |
| KF      | uitgeschakeld in de kwartfinale  |
| HF      | uitgeschakeld in de halve finale |
| F       | de finale verloren               |
| W       | het toernooi gewonnen            |
| w-v     | winst/verlies-balans             |

Deze gegevens zijn bijgewerkt tot en met 24 mei 2011
| Toernooi              | 1996              | 1997              | 1998              | 1999              | 2000              | 2001              | 2002              | 2003              | 2004              | 2005              | 2006              | 2007              | 2008              | 2009              | 2010              | 2011              | 2012              | Carrière winst-verlies |
| --------------------- | ----------------- | ----------------- | ----------------- | ----------------- | ----------------- | ----------------- | ----------------- | ----------------- | ----------------- | ----------------- | ----------------- | ----------------- | ----------------- | ----------------- | ----------------- | ----------------- | ----------------- | ---------------------- |
| Grandslamtoernooien   |                   |                   |                   |                   |                   |                   |                   |                   |                   |                   |                   |                   |                   |                   |                   |                   |                   |                        |
| Australian Open       | –                 | –                 | 1R                | 2R                | 4R                | F                 | 2R                | –                 | 1R                | 1R                | 1R                | 2R                | 1R                | 2R                | 1R                | 1R                | –                 | 13-13                  |
| Roland Garros         | –                 | 1R                | 1R                | 2R                | 2R                | 1R                | 3R                | 4R                | 1R                | 2R                | –                 | 1R                | 1R                | 2R                | 1R                | 2R                | 2R                | 11-15                  |
| Wimbledon             | –                 | 3R                | 1R                | 2R                | 1R                | 4R                | 4R                | 2R                | 1R                | 1R                | 2R                | 1R                | KF                | 1R                | 3R                | 1R                | –                 | 18-15                  |
| US Open               | –                 | –                 | 1R                | 4R                | KF                | 4R                | 4R                | 2R                | 2R                | 3R                | 1R                | 2R                | 1R                | –                 | 3R                | –                 | –                 | 18-11                  |
| Winst-verlies         | 0-0               | 2-2               | 0-4               | 6-4               | 8-4               | 12-4              | 9-4               | 5-3               | 1-4               | 3-4               | 1-3               | 2-4               | 4-4               | 2-3               | 4-4               | 1-3               | 1-1               | 55-48                  |
| Tennis Masters Cup    |                   |                   |                   |                   |                   |                   |                   |                   |                   |                   |                   |                   |                   |                   |                   |                   |                   |                        |
| ATP World Tour Finals | –                 | –                 | –                 | –                 | –                 | –                 | –                 | –                 | –                 | –                 | –                 | –                 | –                 | –                 | –                 | –                 | –                 | 0-0                    |
| ATP Masters 1000      |                   |                   |                   |                   |                   |                   |                   |                   |                   |                   |                   |                   |                   |                   |                   |                   |                   |                        |
| Indian Wells          | –                 | –                 | –                 | –                 | 1R                | 3R                | 1R                | 2R                | 2R                | 2R                | 2R                | 2R                | 1R                | –                 | 2R                | –                 | –                 | 7-10                   |
| Miami                 | –                 | –                 | 1R                | 2R                | 2R                | 3R                | 2R                | 2R                | 2R                | 3R                | 2R                | 2R                | 2R                | 1R                | 1R                | –                 | 2R                | 12-14                  |
| Monte Carlo           | –                 | –                 | 1R                | 1R                | 3R                | 1R                | 1R                | 2R                | 1R                | –                 | 1R                | 2R                | –                 | –                 | –                 | –                 | –                 | 4-9                    |
| Rome                  | –                 | –                 | 2R                | 2R                | –                 | 1R                | 2R                | 2R                | 1R                | –                 | –                 | –                 | –                 | –                 | –                 | –                 | –                 | 4-6                    |
| Madrid                | –                 | –                 | –                 | –                 | –                 | –                 | 1R                | 1R                | –                 | –                 | –                 | 1R                | –                 | –                 | –                 | –                 | –                 | 0-3                    |
| Montréal/Toronto      | –                 | –                 | 1R                | 2R                | 2R                | KF                | 1R                | 2R                | –                 | 2R                | 2R                | 2R                | 1R                | –                 | –                 | –                 | –                 | 9-10                   |
| Cincinnati            | –                 | –                 | 1R                | 1R                | HF                | 2R                | 1R                | 3R                | 1R                | –                 | 1R                | 2R                | 2R                | –                 | –                 | –                 | –                 | 9-10                   |
| Shanghai              | Geen Masters 1000 | Geen Masters 1000 | Geen Masters 1000 | Geen Masters 1000 | Geen Masters 1000 | Geen Masters 1000 | Geen Masters 1000 | Geen Masters 1000 | Geen Masters 1000 | Geen Masters 1000 | Geen Masters 1000 | Geen Masters 1000 | Geen Masters 1000 | Geen Masters 1000 |                   | –                 | –                 | 0-0                    |
| Parijs                | –                 | 2R                | 1R                | 1R                | 2R                | 2R                | 2R                | –                 | 1R                | 2R                | 2R                | 1R                | –                 | 3R                | 2R                | –                 | –                 | 9-12                   |
| Hamburg               | –                 | –                 | –                 | –                 | –                 | 1R                | 1R                | 2R                | 1R                | –                 | –                 | 1R                | –                 | Geen Masters 1000 | Geen Masters 1000 | Geen Masters 1000 | Geen Masters 1000 | 1-5                    |
| Statistieken          |                   |                   |                   |                   |                   |                   |                   |                   |                   |                   |                   |                   |                   |                   |                   |                   |                   |                        |
| Totaal aantal titels  | 0                 | 0                 | 0                 | 0                 | 1                 | 0                 | 0                 | 1                 | 0                 | 0                 | 2                 | 0                 | 0                 | 0                 | 0                 | 0                 | 0                 | 4                      |
| Eindejaarsranking     | 341               | 101               | 105               | 56                | 18                | 17                | 38                | 32                | 104               | 71                | 42                | 54                | 97                | 63                | 78                | 152               | 295               | n.v.t.                 |

### Resultatentabel grand slam, dubbelspel
| Toernooi        | 1997 | 1998 | 1999 | 2000 | 2001 | 2002 | 2003 | 2004 | 2005 | 2006 | 2007 | 2008 | 2009 | 2010 | 2011 | 2012 |
| --------------- | ---- | ---- | ---- | ---- | ---- | ---- | ---- | ---- | ---- | ---- | ---- | ---- | ---- | ---- | ---- | ---- |
| Australian Open | –    | –    | –    | –    | 3R   | HF   | –    | 2R   | 1R   | 2R   | 1R   | F    | 1R   | KF   | 2R   | –    |
| Roland Garros   | 1R   | 1R   | 1R   | 1R   | HF   | –    | 3R   | 2R   | 1R   | –    | 3R   | 1R   | 1R   | 1R   | 1R   | 1R   |
| Wimbledon       | –    | –    | –    | –    | 1R   | –    | –    | –    | 2R   | –    | W    | –    | 2R   | 1R   | KF   |      |
| US Open         | –    | –    | –    | –    | 2R   | 2R   | –    | 1R   | 1R   | KF   | 2R   | 1R   | –    | 1R   | 1R   |      |